# وادریل (وادرن)
وادریل (به آلمانی: Wadrill) یک منطقهٔ مسکونی در آلمان است که در وادرن واقع شده‌است. وادریل ۱٬۶۱۷ نفر جمعیت دارد.